# Dieter Haßdenteufel
Dieter Haßdenteufel (* 13. Oktober 1941 in Brebach; † 14. Juni 1992 in Pont-à-Mousson, Frankreich) war ein deutscher Fußballspieler. Der Torhüter hat beim 1. FC Saarbrücken in der erstklassigen Fußball-Oberliga Südwest in deren letzten Runde 1962/63 acht Spiele, in der Fußball-Bundesliga 1963/64 fünf und in der zweitklassigen Fußball-Regionalliga Südwest von 1964 bis 1971 – dabei von 1969 bis 1971 bei SV Saar 05 Saarbrücken – insgesamt 112 Ligaspiele absolviert.

## Karriere
Haßdenteufel begann beim SC Halberg Brebach, einem Verein aus der Gemeinde Brebach (seit 1974 Stadtteil von Saarbrücken), mit dem Fußballspielen und rückte 1960 in die erste Mannschaft auf, für die er zwei Spielzeiten bestritt. Zur Saison 1962/63 wurde er vom 1. FC Saarbrücken als zweiter Torhüter neben Volker Danner verpflichtet, da Helmut Maklicza sich dem SV Waldhof Mannheim angeschlossen hatte. Unter Trainer Helmuth Johannsen debütierte der Mann aus Brebach am ersten Rundenspieltag, den 19. August 1962, bei einem 0:0 auf dem Erbsenberg gegen den VfR Kaiserslautern in der Oberliga. Es kamen noch sieben weitere Oberligaeinsätze hinzu, Kontrahent Danner bestritt beim Erreichen des 5. Ranges 22 Oberligaspiele. In der Folgesaison – der 1. FC Saarbrücken war Gründungsmitglied der 1963 neu gegründeten Bundesliga – kam er in der nunmehr einheitlich höchsten deutschen Spielklasse in fünf Punktspielen – als Vertreter des Stammtorhüters Volker Danner – zum Einsatz. Sein Debüt gab er am 19. Oktober 1963 (8. Spieltag) bei der 1:3-Niederlage im Auswärtsspiel gegen den Meidericher SV. Sein letztes Bundesligaspiel bestritt er am 4. April 1964 (26. Spieltag) bei der 1:2-Niederlage im Auswärtsspiel gegen Preußen Münster.
Mit dem Abstieg als 16. von 16 Mannschaften, spielte er fortan, bis zum Saisonende 1968/69, in der zweitklassigen Regionalliga Südwest. Aus der ersten Saison, 1964/65, ging er mit seiner Mannschaft als Meister hervor, scheiterte aber, wie in den folgenden beiden Spielzeiten als jeweils Zweitplatzierter, in den Aufstiegsrunden zur Bundesliga an Rot-Weiss Essen und an Alemannia Aachen. Seine letzte Saison als Fußballspieler schloss er als Fünftplatzierter ab und hatte dabei 15 Regionalligaspiele bestritten, genau wie der vom FC Bayern München gekommene Gerhard Welz. Welz bestritt 1968/69 alle 30 Rundenspiele im Tor des 1. FC Saarbrücken. In drei Bundesligaaufstiegsrunden war Haßdenteufel in 15 Spielen für den 1. FC Saarbrücken im Einsatz gewesen.
Ab der Runde 1969/70 übernahm Haßdenteufel bei Saar 05 die Nachfolge des zu Fortuna Düsseldorf gewechselten Bernd Franke und lief in allen 30 Regionalligaspielen der Schwarz-Weißen – die Nullfünfer belegten den 9., der 1. FCS den 6. Rang – von Trainer Alfred Pelke auf. Walter Spohr (12 Tore) und Hans-Werner Lang (9 Tore) waren die erfolgreichsten Offensivspieler von Saar 05. In zwei Runden bestritt der Torhüter für Saar 05 55 Regionalligaspiele. Später war er noch als Spielertrainer im Amateurbereich aktiv. Am 14. Juni 1992 starb er während eines Fußballspiels in Pont-à-Mousson an einem Herzinfarkt.

## Erfolge
- Meister Regionalliga Südwest 1965